# A Zsenipalánták epizódjainak listája
Ez a lap a Zsenipalánták című amerikai televíziós sorozat epizódjait tartalmazza.

## Évados áttekintés
| Évad | Évad | Epizódok | Eredeti sugárzás | Eredeti sugárzás  | Magyar sugárzás      | Magyar sugárzás      |
| Évad | Évad | Epizódok | Évadpremier      | Évadfinálé        | Évadpremier          | Évadfinálé           |
| ---- | ---- | -------- | ---------------- | ----------------- | -------------------- | -------------------- |
|      | 1    | 26       | 2011. május 6.   | 2012. április 13. | 2011. december 10.   | 2012. december 10.   |
|      | 2    | 21       | 2012. június 1.  | 2013. április 26. | 2012. október 13.    | 2013. szeptember 21. |
|      | 3    | 18       | 2013. május 31.  | 2014. március 21. | 2013. szeptember 29. | 2014. május 25.      |

## 1. évad
| #       | Eredeti cím                | Magyar cím             | Írta                              | Rendezte        | Eredeti premier      | Magyar premier       |
| ------- | -------------------------- | ---------------------- | --------------------------------- | --------------- | -------------------- | -------------------- |
| 1.      | transplANTed               | Az új suli             | Dan Signer                        | Bob Koherr      | 2011. május 6.       | 2011. december 10.   |
| 2.      | participANTs               | A meghallgatás         | Jeny Quine                        | Bob Koherr      | 2011. június 17.     | 2011. december 10.   |
| 3.      | the phANTom locker         | A szekrény fantomja    | Mark Jordan Legan                 | Bob Koherr      | 2011. június 24.     | 2011. december 17.   |
| 4.      | sciANTs fair               | A tudományos vásár     | Jeff Hodsden & Tim Pollock        | Phill Lewis     | 2011. július 1.      | 2011. december 24.   |
| 5.      | studANT council            | A diáktanács           | Jeff Hodsden & Tim Pollock        | Bob Koherr      | 2011. július 8.      | 2011. december 31.   |
| 6.      | bad romANTs                | Életem szerelme        | Jeny Quine                        | Bob Koherr      | 2011. július 15.     | 2012. január 7.      |
| 7.      | the informANT              | Az informátor          | Stephen Engel                     | Bob Koherr      | 2011. július 29.     | 2012. január 28.     |
| 8.      | replicANT                  | A robotdiák            | Dan Signer                        | Adam Weissman   | 2011. augusztus 12.  | 2012. február 11.    |
| 9.      | clairvoyANT                | A látnok               | Stephen Engel                     | Adam Weissman   | 2011. augusztus 19.  | 2012. február 25.    |
| 10.     | managemANT                 | A menedzser            | Mark Jordan Legan & Jeny Quine    | Mark Cendrowski | 2011. augusztus 26.  | 2012. március 10.    |
| 11.     | philANThropy               | A gyűjtés              | Mark Jordan Legan & Jeny Quine    | Phill Lewis     | 2011. szeptember 16. | 2012. március 17.    |
| 12.     | fraudulANT                 | A tolvaj               | Jeff Hodsden & Tim Pollock        | Phill Lewis     | 2011. szeptember 23. | 2012. április 28.    |
| 13.     | the replacemANT            | A helyettesítő tanár   | Mark Jordan Legan                 | Phill Lewis     | 2011. szeptember 30. | 2012. május 12.      |
| 14.     | mutANT farm                | Rémpalántafarm         | Jeny Quine & Dan Signer           | Adam Weissman   | 2011. október 7.     | 2012. október 27.    |
| 15.     | cANTonese style cuisine    | A cantone-i konyha     | Dan Signer                        | Adam Weissman   | 2011. október 28.    | 2012. május 26.      |
| 16.     | ignorANTs is bliss         | Áldott tudatlanság     | Jeff Hodsen & Tim Pollock         | Adam Weissman   | 2011. november 4.    | 2012. június 9.      |
| 17.     | slumber party ANTics       | A pizsiparti           | Mark Jordan Legan                 | Jon Rosenbaum   | 2011. november 18.   | 2012. június 30.     |
| 18.-19. | america needs talANT       | Csillag kerestetik     | Jeny Quine & Dan Signer           | Victor Gonzalez | 2011. november 25.   | 2012. július 28.     |
| 20.     | sANTa's little helpers     | A télapó szorgos manói | Niya Palmer                       | Jon Rosenbaum   | 2011. december 9.    | 2012. december 10.   |
| 21.     | you're the one that I wANT | A suli musical         | Megan Amram                       | Steve Hoefer    | 2012. január 20.     | 2012. július 21.     |
| 22.     | performANTs                | A koncert              | Dan Signer                        | Victor Gonzalez | 2012. január 27.     | 2012. július 14.     |
| 23.     | some enchANTed evening     | Triplarandi            | Stephen Engel                     | Adam Weissman   | 2012. február 24.    | 2012. augusztus 4.   |
| 24.     | patANT pending             | A feltalálók           | Stephen Engel & Mark Jordan Legan | Bob Koherr      | 2012. március 2.     | 2012. augusztus 11.  |
| 25.     | ballet dANTser             | A méregzsák            | Jeff Hodsen & Tim Pollock         | Bob Koherr      | 2012. március 30.    | 2012. szeptember 1.  |
| 26.     | body of evidANTs           | A nyomozás             | Stephen Engel                     | Stephen Engel   | 2012. április 13.    | 2012. szeptember 15. |

## 2. évad
| #       | Eredeti cím          | Magyar cím                    | Írta                              | Rendezte               | Eredeti premier      | Magyar premier       |
| ------- | -------------------- | ----------------------------- | --------------------------------- | ---------------------- | -------------------- | -------------------- |
| 1.      | creative consultANT  | Az eszelős sztár              | Dan Signer & Jeny Quine           | Rich Correll           | 2012. június 1.      | 2012. november 17.   |
| 2.      | infANT               | A babapalánta                 | Jeny Quine & Dan Signer           | Adam Weissman          | 2012. június 1.      | 2012. december 1.    |
| 3.      | fANTasy girl         | Az álomlány                   | Tim Pollock & Jeff Hodsen         | Adam Weissman          | 2012. június 8.      | 2012. október 13.    |
| 4.      | modeling assignmANT  | Hogy fűzzünk be egy modellt?  | Mark Jordan Legan & Stephen Engel | Sean McNamara          | 2012. június 22.     | 2012. október 20.    |
| 5.      | ANTswers             | A palántanet                  | Dan Signer & Jeny Quine           | Sean McNamara          | 2012. június 29.     | 2012. november 3.    |
| 6.      | the ANTagonist       | Fletcher, a rajzfilmes        | Jeff Hodsden & Tim Pollock        | Victor Gonzalez        | 2012. július 6.      | 2012. november 17.   |
| 7.      | endurANTs            | Az Ausztrál kaland            | Jeny Quine & Dan Signer           | Victor Gonzalez        | 2012. július 13.     | 2013. január 5.      |
| 8.      | amusemANT park       | A vidámparkban                | Mark Jordan Legan & Stephen Engel | Victor Gonzalez        | 2012. július 20.     | 2012. december 22.   |
| 9.      | contestANTs          | Éljen a barátság              | Dan Signer & Jeny Quine           | Victor Gonzalez        | 2012. augusztus 10.  | 2013. január 26.     |
| 10.     | confinemANT          | Fogságban                     | Tim Pollock & Jeff Hodsden        | Victor Gonzalez        | 2012. augusztus 24.  | 2013. február 9.     |
| 11.     | intelligANT          | Az intelligencia teszt        | Stephen Engel & Mark Jordan Legan | Rich Correll           | 2012. szeptember 7.  | 2013. február 23.    |
| 12.     | significANT other    | Hogyan koptassuk le a fiúkat? | Stephen Engel & Mark Jordan Legan | Rich Correll           | 2012. szeptember 21. | 2013. március 2.     |
| 13.     | mutANT farm 2        | Rémpalántafarm 2              | Stephen Engel & Mark Jordan Legan | Rich Correll           | 2012. október 5.     | 2013. március 22.    |
| 14.     | detective agANTcy    | A magánnyomozó iroda          | Stephen Engel & Mark Jordan Legan | Leonard R. Garner, Jr. | 2012. október 26.    | 2013. április 6.     |
| 15.     | scavANTger hunt      | A kincsvadászat               | Stephen Engel & Mark Jordan Legan | Rich Correll           | 2012. november 2.    | 2013. szeptember 21. |
| 16.-17. | chANTs of a lifetime | Chyna, a sztár                | Dan Signer & Jeny Quine           | Rich Correll           | 2012. november 23.   | 2013. május 4.       |
| 18.     | early retiremANT     | Nagyi diri                    | Jeff Hodsden & Tim Pollock        | Rich Correll           | 2013. január 11.     | 2013. augusztus 17.  |
| 19.     | influANTces          | Példaképek                    | Vincent Brown                     | Adam Weissman          | 2013. február 1.     | 2013. július 6.      |
| 20.     | idANTity crisis      | Lopott személyiségek          | Jeff Hodsden & Tim Pollock        | Stephen Engel          | 2013. április 5.     | 2013. augusztus 24.  |
| 21.     | restaurANTeur        | Olive fiúja                   | Kat Lombard & Amanda Steinhoff    | Victor Gonzalez        | 2013. április 26.    | 2013. augusztus 31.  |

## 3. évad
| #     | Eredeti cím               | Magyar cím          | Írta                              | Rendezte         | Eredeti premier      | Magyar premier       |
| ----- | ------------------------- | ------------------- | --------------------------------- | ---------------- | -------------------- | -------------------- |
| 1.-2. | trANTsferred              | Az új suli          | Dan Signer                        | Rich Correll     | 2013. május 31.      | 2013. szeptember 29. |
| 3.    | independANTs              | A nagy függetlenség | Stephen Engel                     | Rich Correll     | 2013. június 7.      | 2013. október 6.     |
| 4.    | animal husbANTry          | Az állat csőszök    | Vincent Brown                     | Rich Correll     | 2013. június 28.     | 2013. október 13.    |
| 5.    | secret agANT              | A titkos ügynök     | Jeff Hodsden & Tim Pollock        | Adam Weissman    | 2013. július 12.     | 2013. november 10.   |
| 6.    | past, presANT, and future | Múlt, jelen, jövő   | Jeny Quine                        | Rich Correll     | 2013. július 26.     | 2013. december 7.    |
| 7.    | angus' first movemANT     | Angus a nagy zenész | Mark Jordan Legan                 | Adam Weissman    | 2013. augusztus 2.   | 2013. november 30.   |
| 8.    | unforseen circumstANTs    | Váratlan esemény    | Stephen Engel                     | Rich Correll     | 2013. augusztus 9.   | 2013. december 22.   |
| 9.    | pANTs of fire             | Igaz vagy hamis     | Vincent Brown                     | Rich Correll     | 2013. augusztus 23.  | 2013. december 29.   |
| 10.   | product misplacemANT      | A karaoke verseny   | Jeny Quine                        | Adam Weissman    | 2013. szeptember 20. | 2014. április 6.     |
| 11.   | uncanny resemblANTs       | A kamu mentor       | Cindy Fang                        | Jon Rosenbaum    | 2013. szeptember 27. | 2014. április 13.    |
| 12.   | mutANT farm 3             | Rémpalántafarm 3    | Tim Pollock & Jeff Hodsden        | Rich Correll     | 2013. október 4.     | 2013. október 27.    |
| 13.   | feature presANTation      | A film forgatás     | Amanda Steinhoff & Kat Lombard    | Adam Weissmam    | 2013. október 18.    | 2014. április 27.    |
| 14.   | finANTal crisis           | A csőd              | Jeff Hodsden & Tim Pollock        | Eric Dean Seaton | 2013. november 15.   | 2014. május 4.       |
| 15.   | silANT night              | Csendes éj          | Mark Jordan Legan                 | Adam Weissman    | 2013. december 6.    | 2013. december 15.   |
| 16.   | unwANTed                  | Átverések           | Stephen Engel & Mark Jordan Legan | Jon Rosenbaum    | 2014. január 24.     | 2014. május 11.      |
| 17.   | meANT to be?              | Az új szerelmespár  | Jeny Quine & Vincent Brown        | Phill Lewis      | 2014. február 28.    | 2014. május 18.      |
| 18.   | the new york experiANTs   | A New York-i kaland | Dan Signer                        | Stephen Engel    | 2014. március 21.    | 2014. május 25.      |